# Ashby with Oby
Ashby with Oby – civil parish w Anglii, w hrabstwie Norfolk, w dystrykcie Great Yarmouth. Leży 20 km na wschód od Norwich i 175 km na północny wschód od Londynu.
Miejscowość liczy 69 mieszkańców.